# M'Semrir
M Semrir (franska: M Semrir (CR), M Semrir (Commune Rurale), arabiska: اميضر) är en kommun i Marocko.   Den ligger i provinsen Tinghir och regionen Drâa-Tafilalet, 270 km söder om huvudstaden Rabat. Antalet invånare är 8 107.